# Монюков, Виктор Карлович
Виктор Карлович Монюков (наст. фамилия — Франке; 21 мая 1924, Москва — 23 апреля 1984, Киев) — советский театральный актёр, режиссёр и педагог. Заслуженный деятель искусств РСФСР (1969).

## Биография
Родился в Москве 21 мая 1924 года в семье Франке: Карла Эрнстовича (1882—1934) и Веры Константиновны (1902—1983). С детства увлекался театром. Первую «театральную постановку» организовал в коридоре своей коммунальной квартиры в Машковом переулке — «Остров сокровищ» Р. Л. Стивенсона.
После окончания школы во время Великой Отечественной войны был призван в Красную армию. Служил в штабе ПВО на Западном фронте, в 1943 году был отозван в связи с поступлением во вновь созданную Школу-студию МХАТ. Окончив её в 1947 году, был оставлен при кафедре мастерства актёра режиссёром-педагогом.
С 1953 года работал во МХАТ как режиссёр-ассистент («Зимняя сказка» с М. Н. Кедровым, 1958), затем как самостоятельный постановщик. Поставил спектакль «для выездов» «День отдыха» В. П. Катаева, популярную «Дорогу через Сокольники» (1958), «Битву в пути» с В. Я. Станицыным (1959), «Дом, где мы родились» (1962), «Три долгих дня» (1964), «Потусторонние встречи» (совместно с О. Н. Ефремовым, 1971), «Долги наши» (1973). Ставил и в других театрах (некоторое время был главным режиссёром Театра на Малой Бронной).
С 1973 года — профессор. С 1975 года заведовал кафедрой сценической речи и пластической культуры актёра. Читал лекции и вёл семинары по наследию К. С. Станиславского в театральных школах Германии, США и ряда других стран. Автор работ по театральной педагогике.
В Школе-студии МХАТ был руководителем нескольких актёрских выпусков. Среди его учеников: Олег Борисов, Лев Дуров, Владимир Заманский, Маргарита Володина, Николай Караченцов, Александр Коршунов, Алексей Гуськов, Юрий Мороз, Евгений Киндинов, Александр Воеводин, Марина Голуб, Альберт Филозов, Всеволод Шиловский.
С 1976 года — главный режиссёр Нового драматического театра в Москве.
Проживал в Москве в коммунальной квартире на улице Чаплыгина, дом 1а (ныне в этом доме — репетиционный зал Театра п/р О. П. Табакова).
Скончался в 16 часов 23 апреля 1984 года в Киеве, куда отправился в преддверии Дня Победы по приглашению своего фронтового друга, актёра театра имени Леси Украинки Николая Рушковского, не дожив 28 дней до своего дня рождения, в который ему бы исполнилось 60 лет. Похоронен в колумбарии № 1 Нового Донского кладбища Москвы.

## Семья
- Отец — Франке Карл Эрнстович (1882—1934)
- Мать — Франке Вера Константиновна (1902—1983)
- Первая жена — Татьяна Ильинична Гулевич (1924—2003), актриса Центрального детского театра. Брак продлился с 1948 по 1958 год.
- Дочь — Наталья
- Сын — Андрей

## Память
- 17 апреля 2014 года в Белом зале Музея Человека Центральной библиотеки № 110 города Москвы состоялось памятное мероприятие, посвящённое 90-летию со дня рождения В. К. Монюкова. Среди выступавших были: Любовь Нефёдова, Ольга Кузнецова, Игорь Кашинцев, Владимир Левашёв и другие артисты, знавшие Виктора Карловича. Заслуженный артист России Александр Курский (Московский новый драматический театр) и журналист Надежда Васильева представили книгу «На то и память нам дана…» — сборник статей различных авторов, посвящённых В. К. Монюкову[8][9][10].
- В 2014 году Московский театр-студия под руководством Олега Табакова и ученики Виктора Карловича обратились в Департамент культуры города Москвы с предложением установить на фасаде дома, где проживал выдающийся театральный педагог, мемориальную доску[4].

## Творчество

### Постановки в театре

#### МХАТ
- 1958 — «Дорога через Сокольники» В. А. Раздольского
- 1958 — «Гостиница „Астория“» А. П. Штейна
- 1958 — «День отдыха» В. П. Катаева
- 1959 — «Битва в пути» Г. Е. Николаевой (с В. Я. Станицыным)
- 1962 — «Дом, где мы родились» («Третья сестра») П. Когоута
- 1964 — «Три долгих дня» Г. Б. Беленького
- 1971 — «Потусторонние встречи» Л. В. Гинзбурга (с О. Н. Ефремовым)
- 1973 — «Долги наши» Э. Я. Володарского

#### Театр на Малой Бронной
- 1967 — «Беспокойный юбиляр» В. А. Раздольского

#### Московский Новый драматический театр
- 1976 — «Путь вашей жизни» У. Сарояна
- 1977 — «Горсть песка» Е. Пшезьдзецкого

#### Аудиосказки (выходили на грампластинках)
- 1968 — «Кот в сапогах» Ведущий